# Pohár mistrů evropských zemí 1976/1977
Sezóna 1976/77 byla 22. ročníkem Poháru mistrů evropských zemí. Jejím vítězem se stal anglický klub Liverpool FC, který získal svůj první titul v historii.

## První kolo
| Domácí v 1. zápase | Celkem | Hosté v 1. zápase        | 1. zápas | 2. zápas |
| ------------------ | ------ | ------------------------ | -------- | -------- |
| Rangers FC         | 1–2    | Zürich                   | 1–1      | 0–1      |
| Sliema Wanderers   | 2–21   | TPS                      | 2–1      | 0–1      |
| Ferencváros        | 11–3   | Jeunesse Esch            | 5–1      | 6–2      |
| Dynamo Drážďany    | 2–0    | Benfica SL               | 2–0      | 0–0      |
| PFK CSKA Sofia     | 0–1    | Saint-Étienne            | 0–0      | 0–1      |
| Dundalk FC         | 1–7    | PSV                      | 1–1      | 0–6      |
| ÍA                 | 3–6    | Trabzonspor              | 1–3      | 2–3      |
| Liverpool FC       | 7–0    | Crusaders FC             | 2–0      | 5–0      |
| Viking             | 2–3    | TJ Baník OKD Ostrava     | 2–1      | 0–2      |
| Køge               | 1–7    | FC Bayern Mnichov        | 0–5      | 1–2      |
| FK Dynamo Kyjev    | 5–0    | Partizan                 | 3–0      | 2–0      |
| Omonia             | 1–3    | PAOK                     | 0–2      | 1–1      |
| Turín FC           | 3–2    | Malmö FF                 | 2–1      | 1–1      |
| Austria Vídeň      | 1–3    | Borussia Mönchengladbach | 1–0      | 0–3      |
| Stal Mielec        | 1–3    | Real Madrid              | 1–2      | 0–1      |
| Club Brugge KV     | 3–2    | FC Steaua București      | 2–1      | 1–1      |

1 TPS postoupilo do dalšího kola díky více vstřeleným brankám na hřišti soupeře.

## Druhé kolo
| Domácí v 1. zápase   | Celkem | Hosté v 1. zápase        | 1. zápas | 2. zápas |
| -------------------- | ------ | ------------------------ | -------- | -------- |
| Zürich               | 3–0    | TPS                      | 2–0      | 1–0      |
| Ferencváros          | 1–4    | Dynamo Drážďany          | 1–0      | 0–4      |
| Saint-Étienne        | 1–0    | PSV                      | 1–0      | 0–0      |
| Trabzonspor          | 1–3    | Liverpool FC             | 1–0      | 0–3      |
| TJ Baník OKD Ostrava | 2–6    | FC Bayern Mnichov        | 2–1      | 0–5      |
| FK Dynamo Kyjev      | 6–0    | PAOK                     | 4–0      | 2–0      |
| Turín FC             | 1–2    | Borussia Mönchengladbach | 1–2      | 0–0      |
| Real Madrid          | 0–2    | Club Brugge KV           | 0–0      | 0–2      |

## Čtvrtfinále
| Domácí v 1. zápase       | Celkem | Hosté v 1. zápase | 1. zápas | 2. zápas |
| ------------------------ | ------ | ----------------- | -------- | -------- |
| Zürich                   | 4–41   | Dynamo Drážďany   | 2–1      | 2–3      |
| Saint-Étienne            | 2–3    | Liverpool FC      | 1–0      | 1–3      |
| FC Bayern Mnichov        | 1–2    | FK Dynamo Kyjev   | 1–0      | 0–2      |
| Borussia Mönchengladbach | 3–2    | Club Brugge KV    | 2–2      | 1–0      |

1 Zürich postoupil díky více vstřeleným brankám na hřišti soupeře.

## Semifinále
| Domácí v 1. zápase | Celkem | Hosté v 1. zápase        | 1. zápas | 2. zápas |
| ------------------ | ------ | ------------------------ | -------- | -------- |
| Zürich             | 1–6    | Liverpool FC             | 1–3      | 0–3      |
| FK Dynamo Kyjev    | 1–2    | Borussia Mönchengladbach | 1–0      | 0–2      |

## Finále
| 25. května 1977                                          |        |                          |                                                                      |
| Liverpool FC                                             | 3 – 1  | Borussia Mönchengladbach | Stadio Olimpico, Řím diváci: 52 000 rozhodčí: Robert Wurtz (Francie) |
| Terry McDermott 28' Tommy Smith 64' Phil Neal 82' (pen.) | Report | Allan Simonsen 52'       | Stadio Olimpico, Řím diváci: 52 000 rozhodčí: Robert Wurtz (Francie) |

## Vítěz
| Pohár mistrů evropských zemí 1976/77 Liverpool FC (1. titul) Ray Clemence, Phil Neal, Joey Jones, Tommy Smith, Ray Kennedy, Emlyn Hughes , Kevin Keegan, Jimmy Case, Steve Heighway, Ian Callaghan, Terry McDermott, Peter McDonnell, David Fairclough, David Johnson, Alan Waddle, Alec Lindsay Trenér: Bob Paisley |